# Babići (Šipovo)
Babići (szerbül: Бабићи) szerb falu Bosznia-Hercegovinában, Bosanska krajina területén, a Szerb Köztársaságban, Šipovo községben. 

## Fekvése
Bosznia-Hercegovina közép-nyugati részén, Banja Lukától légvonalban 67, közúton 106 km-re délre, községközpontjától légvonalban 16 km-re, közúton 26 km-re délkeletre, a Vaganac-patak jobb partján fekvő dombos-hegyes területen található. 

## Népessége
| Nemzetiségi csoport | Népesség 1991 | Népesség 2013 |
| ------------------- | ------------- | ------------- |
| Szerb               | 482           | 152           |
| Bosnyák             | 0             | 0             |
| Horvát              | 1             | 0             |
| Jugoszláv           | 0             | 0             |
| Egyéb               | 1             | 0             |
| Összesen            | 484           | 152           |

## Története
A területén előkerült nagyszámú régészeti lelet alapján a településen már ősidők óta élénk társadalmi élet folyt. Az első erődítményeket a bronzkorban, valószínűleg az illírek építették itt. Ezeket később a vaskorban, majd a római korban is használták. Az erődökön kívül még két római település maradványai is megtalálhatók itt, melyek közül az egyik mellett vaskohó is működött. A középkorban ez a terület meglehetősen sűrűn lakott lehetett. Ezt igazolja az itt megtalált, összesen nyolc középkori temető maradványa, bennük számos, a késő középkorban a bogumilokra jellemző sírkővel. Ezek a sírkövek a kereszténység főáramlatának behódolni nem akaró, eredetileg Boszniában élő bogumilok díszesen faragott középkori sírkövei voltak. A legrégebbi ilyen sírkövek a 12. század második feléből származnak, de csak a 14-15. században terjedtek el Bosznia-Hercegovina, Szerbia, Horvátország és Montenegró területén.
A település 1878-ig tartozott az Oszmán Birodalomhoz, majd az Osztrák-Magyar Monarchia része lett. 1879-ben az első osztrák-magyar népszámlálás során Babići község részeként a faluban 44 házat és 400 ortodox lakost számláltak. 1910-ben a településen 77 házat és 673 ortodox szerb lakost számláltak.A monarchia szétesésével 1918-ben előbb a Szerb-Horvát-Szlovén Királyság, majd 1929-től a Jugoszláv Királyság része. Jugoszlávia megszállása után a falu a Független Horvát Állam (NDH) része lett. 1945-től a település a szocialista Jugoszlávia része volt.
A településen az 1991-es népszámlálás adatai szerint 484-en éltek. A Bosznia-Hercegovinában zajló polgárháború idején a Visoko Krajina többi településéhez hasonlóan a Boszniai Szerb Köztársaság része volt. A területén 1995 szeptemberéig nem volt háborús hadművelet, ekkor azonban a település területét a Horvát Köztársaság fegyveres ereje megszállta. A horvát csapatok elől a lakosság elmenekült. A daytoni békeszerződés aláírása után a település a Szerb Köztársasághoz, azon belül Šipovo községhez került.
2011. július 31-én az új Strojica - Babići út megnyitása alkalmából a Szerb Köztársaság elnöke, Milorad Dodik is ellátogatott Babićiba.

## Nevezetességei
- Szent Prokopiusnak szentelt ortodox temploma.

- Čadarov greb – középkori temető maradványai 7 db nyugat-keleti tájolású stećak sírkővel. A többi megsemmisült.[4]

- Gajić - középkori temető maradványai 7 db nyugat-keleti tájolású stećak sírkővel. A többi megsemmisült.[4]

- Gradina – ókori erődítmény maradványai a település egyik domináns magaslatán. Az erődöt a leghozzáférhetőbb oldalon sánc védte. A lelőhelyen, a felszínen számos kerámia töredéket találtak. Az erőd korát a késő bronzkorra és a korai vaskorra teszik.[4]

- Krčana – ókori erődítmény maradványai. Az erőd lakókomplexumát a leghozzáférhetőbb három oldalról 8 méter széles sánc és 5 méter széles árok, míg a nyugati oldalon a Vaganac-patak meredek oldalú szurdoka védte. Az északi és a déli oldalon tumulusok láthatók. Korát a kora vaskorban határozták meg.[4]

- Luke - középkori temető maradványai 2 db észak-déli tájolású stećak sírkővel.[4]

- Međe – Štenkovac Selo – római település és vaskohó maradványai. A romok mellett számos kohászati hulladékot találtak, mely közelében 20 db római padlótégla is volt. A maradványok a 3. – 4. századból valók.[4]

- Mramorje - középkori temető maradványai 39 db nyugat-keleti és észak-déli tájolású stećak sírkővel. Közülük 2 db félhold és kupola díszítésű volt.[4]

- Nadvode - középkori temető maradványai két csoportban elhelyezett, 54 db nyugat-keleti és észak-déli tájolású stećak sírkővel. Közülük 2 db félhold, szarvas és egyéb figurális díszítésű volt.[4]

- Raskršće – római település és középkori temető maradványai. A település központjában római padlótéglákat és néhány habarcsba rakott egész téglát találtak. A környező szántóföldeken ugyancsak találtak római kori építőanyagokat. A lelőhelyen egy középkori temető maradványaiként 112 darab, nyugat-keleti tájolású stećak sírkövet is azonosítottak, melyek közül sok megsérült, illetve időközben megsemmisült.[4]

- Vaganac - középkori temető maradványai 35 db nyugat-keleti tájolású stećak sírkővel. Közülük néhányon nap, félhold és felemelt kéz alakú díszítés volt.[4]

- Velika Njiva - középkori temető maradványai 14 db nyugat-keleti tájolású stećak sírkővel.[4]

- Visovi – ókori erődítmény maradványai a Vaganac és a Janj összefolyásánál. Területét a környezetétől sánc és védőárok választotta el. Az erődöt további két tumulus is védte. Területén számos kerámia került elő, melyek a korát a bronzkorra datálják.[4]